# Xã Atchison, Quận Clinton, Missouri
Xã Atchison (tiếng Anh: Atchison Township) là một xã thuộc quận Clinton, tiểu bang Missouri, Hoa Kỳ. Năm 2010, dân số của xã này là 2.084 người.